# 努爾梅
努爾梅（Nurme）是一個位於愛沙尼亞紹埃的村落。在2017年爱沙尼亚地方政府行政改革之前，该村隸屬於尼西鄉。